# Breznik (huyện)
Breznik là một huyện thuộc tỉnh Pernik, Bungaria. Dân số thời điểm năm 2001 là 8548 người.